# Arrecife de la Florida
El Arrecife de la Florida (también conocido como el Gran Arrecife de la Florida, Arrecifes de la Florida, el Tracto del Arrecife de la Florida y el Tracto de Arrecife de los Cayos de la Florida) es la única barrera de arrecife de coral viviente de los Estados Unidos. Es la tercera barrera de arrecife de coral más grande del mundo (después de la Gran barrera de coral y la Barrera de Arrecife de Belice). Se ubica a unas pocas millas mar adentro de los Cayos de la Florida, es aproximadamente de 4 millas (6 a 7 km) de ancho y se extiende (a lo largo de un contorno de 20 metros de profundidad) 270 km desde Fowey Rocks, este de Cayo Soldado, al sur de los Cayos Marquesas. El tracto de la barrera de arrecife forma un gran arco, concéntrico con los Cayos de la Florida, con el extremo norte, en el parque nacional Biscayne, orientada norte-sur y el extremo occidental, al sur de los Cayos Marquesas, orientada de este a oeste. El resto del arrecife fuera del parque nacional Biscayne se encuentra dentro del Parque Estadal de Arrecife de Coral John Pennekamp y en el Santuario Marítimo Nacional de los Cayos de la Florida. Los aislados parches de arrecifes de coral se producen hacia el norte del parque nacional Biscayne en cuanto a Stuart, en el Condado Martin. Los arrecifes de coral también son encontrados en el parque nacional Dry Tortugas, al oeste de los Cayos Marquesas. Hay más de 6,000 arrecifes individuales en el sistema. Los arrecifes son de 5,000 a 7,000 años de antigüedad, habiéndose desarrollado desde que los niveles del mar subieron tras la glaciación Wisconsiana.
Los más densos y espectaculares arrecifes pueden ser encontrados mar adentro de Cayo Largo (dentro y más allá del Parque Estadal de Arrecife de Coral John Pennekamp) y el Cayo Elliot, donde estos dos largos cayos ayudan a proteger los arrecifes de los efectos causados por el intercambio de aguas con la Bahía de la Florida, la Bahía Biscayne, el Seno Card y el Seno Barnes. Las bahías y senos (todos entre los Cayos de la Florida y tierra firme) tienden a poseer una baja salinidad, mayor turbidez y las variaciones de temperatura más amplias que el agua en el océano abierto. Los canales entre los Cayos permiten que el agua de las bahías fluya hacia los arrecifes (especialmente en los cayos céntricos), limitando su crecimiento.
El Arrecife de la Florida se compone de dos cordilleras separadas de los Cayos de la Florida por el canal de Hawk. Cercana a los Cayos se encuentra una cresta de arena llamada Banco Blanco, cubierto por grandes lechos de algas marinas, con arrecifes de parche dispersos a través de ella. Más hacia el mar, bordeando el Estrecho de la Florida está la segunda cordillera que forma los arrecifes exteriores, cubierta por arrecifes y duros bancos compuestos de escombros de coral y arena.
Casi 1400 especies de plantas marinas y animales, incluyendo más de 40 especies de corales pedregosos y 500 especies de peces, viven en el Arrecife de la Florida. El Arrecife de la Florida se encuentra cerca del límite norte de los corales tropicales, pero la diversidad de especies de este arrecife es comparable a aquella del sistema de arrecife del Mar Caribe.
- Datos: Q5461566